# Геддес, Роберт
Роберт Геддес (англ. Robert Geddes; 7 декабря 1923, Филадельфия, Пенсильвания — 13 февраля 2023, Принстон, Нью-Джерси) — американский архитектор.

## Биография
Роберт Геддес родился в Филадельфии, США. Получил архитектурное образование в Йельском и Гарвардском университетах (1946—1950). Преподавал дизайн в Пенсильванском университете, и был назначен деканом архитектурной школы Принстонского университета в 1965 году. В 1954 году создал фирму Geddes, Brecher, Qualls & Cunningham с отделениями в Принстоне и Филадельфии. В отличие от многих архитекторов 1960-х он считает, что задачей архитектора является овеществление этических и эстетических ценностей в зданиях, на индивидуальном и социальном уровнях.

## Избранные проекты и постройки
- Лаборатория «Пендер» (The Pender Laboratory), 1958, Школа электротехнического машиностроения Мура, Пенсильванского университета (Moore School of Electrical Engineering, University of Pennsylvania).
- Синагога «Бет Шалом» (Temple Beth Sholom), 1964, Манчестер, Коннектикут, США.
- Комплекс театра и центра изящных искусств (Theater and Fine Arts Complex), 1966—1968, Колледж Бивер, Гленсайд, Пенсильвания, США.
- Посттдипломный исследовательский центр (Graduate Research Center), 1967, Пенсильванский университет.
- Общественное жилье в Котсвилле, Пенсильвания (Coatesville public housing), 1973.
- Здание гуманитарных и социальных наук (Humanities and Social Sciences Building), 1975, Университет Южного Иллинойса, Карбондейл, Иллинойс, США.
- Парк штата «Либерти» (Liberty State Park), 1979, Джерси-Сити, Нью-Джерси, США.
- Южное крыло Музея изящных искусств Джей-Би Спида (South Wing, J. B. Speed Art Museum), 1983, Луисвилл, Кентукки, США.